# Ликийский алфавит
Ликийский алфавит — использовался для записи ликийского языка на последней стадии его существования. Подобно другим малоазийским алфавитам, возник под влиянием греческого алфавита, но не непосредственно от него, а от финикийского алфавита. По этой причине внешнее сходство с греческим алфавитом обманчиво: ряд букв, сходных по форме, имеют совершенно иные значения. Хотя ликийская письменность в своей основе является алфавитной, в ней наблюдаются некоторые пережитки консонантизма финикийского алфавита, от которого он произошёл (то есть один знак для согласного может означать слог).
Дешифровка происходила поэтапно в конце XIX — нач. XX вв. Вклад в интерпретацию отдельных надписей внесли Сикс (Нидерланды), Эмбер (Франция), Картрайт (Великобритания), Бугге, Торп. Дешифровку завершили В. Томсен, Х. Педерсен и П. Мериджи.

## Перечень знаков
Ликийский алфавит содержал 29 знаков. Некоторые звуки передавались сочетаниями знаков, которые считаются одной буквой. Имелось 6 гласных (звук «o» отсутствовал), плюс два носовых гласных, и два знака непонятного значения. Двенадцать ликийских букв не имеют аналогов в греческом алфавите.
| Ликийская буква | Транслитерация | Транскрипция          | Примечание |
| --------------- | -------------- | --------------------- | --- |
| 𐊀               | a              | гласный               | |
| 𐊂               | b              | взрывной согласный    | |
| 𐊄               | g              | взрывной согласный    | |
| 𐊅               | d              | взрывной согласный    | |
| 𐊆               | i              | гласный               | |
| 𐊇               | w              | полугласный           | |
| 𐊈               | z              | сибилянт              | |
| 𐊛               | h              | сибилянт              | |
| 𐊉               | θ              |                       | |
| 𐊊               | j or y         | полугласный           | |
| 𐊋               | k              | взрывной согласный    | |
| 𐊍               | l              | латеральный согласный | |
| 𐊎               | m              |                       | |
| 𐊏               | n              |                       | |
| 𐊒               | u              | гласный               | |
| 𐊓               | p              | взрывной согласный    | |
| 𐊔               | κ              | [k]? [kʲ]? [h(e)]     | |
| 𐊕               | r              | сонорный согласный    | |
| 𐊖               | s              | сибилянт              | |
| 𐊗               | t              | взрывной согласный    | сочетание ñt передаёт звук «d»: например, 𐊑𐊗𐊁𐊎𐊒𐊜𐊍𐊆𐊅𐊀 / Ñtemuχlida соответствует греческому имени Δημοκλείδης / Dēmokleídēs . |
| 𐊁               | e              | гласный               | |
| 𐊙               | ã              | носовой гласный       | слоговое значение «an», пример: 𐊍𐊒𐊖𐊙𐊗𐊕𐊀 / Lusãtra соответствует греческому имени Λύσανδρος / Lúsandros.                      |
| 𐊚               | ẽ              | носовой гласный       | |
| 𐊐               | m̃              |                       | |
| 𐊑               | ñ              |                       | |
| 𐊘               | τ              | [tʷ]? [t͡ʃ]?           | |
| 𐊌               | q              |                       | |
| 𐊃               | β              | [k]? [kʷ]?            | |
| 𐊜               | χ              | [q]                   | |

## Ликийский алфавит в Юникоде
Ликийский алфавит включён в версию 5.1 стандарта Юникод в диапазон U+10280 — U+1029F.